# 戴鴻超
戴鴻超（英語：Paul Hung-chao Tai，1929年11月18日—），河南人，知名華裔美籍政治學者、作家、翻譯家。前底特律大學政治學系主任。

## 學歷
戴鴻超於1948-1949年成為流亡學生，經香港到台灣。1954年畢業於國立台灣大學。留美獲伊利諾大學政治學碩士（1958年）與博士（1961年）。他的博士論文研究聯合國會籍的問題。

## 經歷
戴鴻超畢業後任蒙大拿大學助理教授（1961-62年），後轉底特律大學任副教授（1962年至1968年），曾任國立台灣大學客座副教授（1968-69年），菲律賓大學副研究員（1969年），哈佛大學國際交流中心副研究員（1966-67年，1968-69年，1973年）。1971年回底特律大學政治學系任系主任兼教授（1971年至1977年），兼任底特律大學亞洲研究項目主任（1972年至1989年）與底特律大學國際政治經濟學教授（1972年至1994年），也曾任國立成功大學國際政治經濟與密西根大學迪爾伯恩校區政治學系訪問教授（1974年）。曾長期居住在密西根州底特律市郊，退休後移居加州聖地牙哥近郊卡爾斯巴德。
戴鴻超教授是美國的中國學者協會會長，1966年至1998年美國中國研究期刊（American Journal of Chinese Studies）主編。他目前是《The ELM》電子通訊月刊編輯。

## 評論中華民國退出聯合國
據世界日報記者李大明報導：當時的中華民國總統夫人吳淑珍2002年9月27日晚在洛杉磯僑界歡迎宴會中提到當年中華民國「退出聯合國是錯誤決定，若當時忍一下，今天就不必費力地重返聯合國」。當初博士論文即研究聯合國會籍問題的政治學者戴鴻超表示，自50年代中期起，幾乎每年的聯大都要辯論中華民國的會籍相關問題。以往在美國的影響下，支持中華民國的力量一度占優勢。但進入70年代以後，美國為了與蘇聯對抗，決定與當時與蘇聯交惡的北京交往。而美國一旦向中共讓步，要接納中共的代表權，支持中華民國的陣線立即崩潰。中華民國退出聯合國的事發生在1971年10月25日的第廿六屆聯大，當時率領台北代表團出席大會的是外交部長周書楷，他在「中國代表權問題」表決形勢已非常明朗的情況下宣布退出聯合國。假如周書楷當時不宣布退出，那麼幾分鐘後就會被人請出會場，所以當時台北實在沒有任何其他選擇

。

## 研究蔣介石日記
戴鴻超是多位研究蔣介石日記的學者之一。他曾經在2006年到2010年之間，四次到史丹佛大學胡佛研究所研究蔣介石日記
，他認為這是非常珍貴的一手史料。戴鴻超研讀從最早的1917年到最後的1972年蔣介石日記，但特別著重他個人要研究的部分。

### 蔣介石修身
戴鴻超認為蔣介石除了在寫日記方面顯示其過人的恆心以外，也長期以早起、靜坐、遵行格言及讀書來修身。

### 中國近代史的三大事件
戴超鴻對20世紀改變中國近代史的三大事件：九一八事變，西安事變，七七事變特別有興趣。他在蔣介石的日記裡，發現蔣介石陷於軍閥割據，江西共產黨，豫南謀叛，中原大戰及兩廣事變等等紛爭的內憂局勢，外加上日本發動的「五三慘案」及「九一八事變」，根本無法對日本做出務實的抵抗，僅以「不抵抗」和「攘外先安內」的主張來應付日本侵華的舉動，痛遭國人責難與辱罵。蔣介石的日記裡表明當時的中國是沒有裝備齊全及可打仗的正規軍隊來對抗日本的。蔣的日記裡也詳細的記載了1936年12月12日張學良、楊虎城發動的西安事變。12月19日蔣介石自認生不如死。後經宋子文力勸蔣介石時局如此，死不如生。周恩來要蔣簽署「不剿共」。蔣拒簽只口頭應允「聯共抗日」，給了中國共產黨喘息和壯大的機會。七七事變發生時，蔣介石認定中國軍隊依舊無法對抗武器精良的日軍，改打地大戰略，引誘日軍由北向南，自東往西深入，以達成持久戰為目的，日記裡寫到「以空間換取時間，牽入列強」。戴鴻超認為中國如未發生三大事變，共產黨政權將無法成立，中國的三年災害、十年文革也可以避免，中國經濟會提早30年起飛。

### 蔣介石的弱國外交
蔣介石領導中國有技巧的周旋於日本、蘇聯、美國、英國之間。雖然蔣介石領導的中國當時是一個有如驚弓之鳥般的貧弱國家，但他竭力將中日雙方的衝突提昇到多國參與的戰爭，這使他打贏一場本來是必敗的戰爭。其次，他也洞悉對手國家的需求與弱點——日本與蘇聯之間互相畏懼、英屬印度難以抵抗日本入侵以及美國需要中國成為對抗日本和蘇聯的勢力，他將這些變為己方的優勢
。

### 蘇聯提議助蔣反攻大陸
戴鴻超研究蔣介石日記發現蘇聯曾於1969年中蘇交惡期間提議助蔣反攻大陸。但蔣介石不信任蘇聯，日記中甚至説不要當吳三桂，所以蔣介石始終沒有應蘇聯要求提出供給武器的清單，蘇聯在與中國邊境問題緩和之後，也終止了與台灣的聯繫。戴鴻超透露，蔣介石把尼克森引為好友，但尼克森當選總統後卻為了與蘇聯對抗，而與當時與蘇聯交惡的北京交往，將台灣排除在聯合國之外，讓蔣介石非常悲憤
。

## 著作
戴鴻超教授發表了75篇專業期刊文章與6本書：
- 《Land Reform and Politics: A Comparative Analysis》 (Berkeley: University of California Press, 1974)[1]
- 《Politics of Post-Land Reform Countries》 (Harvard University, Kennedy School of Government Monograph, 1984)[1]
- 《World investment in Southeast Michigan and Detroit》 （1984年）[10]
- 《現代國際政治經濟學：富強新論》(台北：三民書局， 1995年)[1]
- 《United States, China, and Taiwan: Bridges for a New Millennium》 (Carbondale: Southern Illinois University, 1999)[1]
- 英譯《毛澤東私人醫生回憶錄》[1]
- 《槍桿、筆桿和權術：蔣介石與毛澤東治國之道》（台北：時報出版公司，2015年）

## 私人生活
戴鴻超是國軍抗日將領戴民權之子。妻子周明珍曾任密西根大學迪爾伯恩校區化學系教授。兩人育有二女一子。